# Andreas Andreæ
Andreas Andreæ, född 1612 i Östads församling, död 2 april 1690 i Bottnaryds församling, Skaraborgs län, var en svensk präst. 

## Biografi
Andreas Andreæ föddes 1612 på Östads församling. Han var son till Anders Andersson och Ingeborg Andersdotter. Andreæ studerade i Alingsås, Skara och Göteborg. Han prästvigdes 1646 i Göteborgs domkyrka av superintendenten Andreas Johannis Prytz och blev komminister i Fässbergs församling. År 1655 blev han kyrkoherde i Bottnaryds församling, tillträde vid julen samma år och blev 1658 kontraktsprost i Mo kontrakt. Andreæ insjuknade i slag 1686 och arbetade fram till hösten 1688, då han blev sängliggande. Han avled 1690 i Bottnaryds församling.

### Familj
Andreæ gifte sig 1656 med Ragnhild Gunnarinus. Hon var dotter till kyrkoherden Gunnarus Israelis och Elin Berosdotter i Bottnaryds församling. Efter Andreæs död gifte hon om sig med komministern Olai Rythenius i Bottnaryds församling.